# Sillaginidae
Famille
Sillaginidae est une famille de poissons à nageoires rayonnées.

## Liste des genres
Selon ITIS (15 déc. 2015)
- Sillaginodes Gill, 1861
- Sillaginopsis Gill, 1861
- Sillago Cuvier, 1816

Selon NCBI (15 déc. 2015)
- Sillaginodes Gill, 1861
- Sillago Cuvier, 1816

Selon FishBase (15 déc. 2015)
- Sillaginodes
- Sillaginopodys
- Sillaginopsis
- Sillago